# アブラハムコンプレックス
アブラハムコンプレックスとは子供の精神的分離に伴う父親の対抗的心理を言う。

## 概論
この考えを提唱した人間は『嘔吐』などの著作で知られる実存主義者サルトルである。旧約聖書には父アブラハムが主アドナイの声を聞いて息子イサクを殺そうとする場面があるが、サルトルはアブラハムがある日聞いた声を神の声と認識したのは、実際にはアブラハム自身にイサクに対する殺意があったからではないかと精神分析したのである。この考えはいつの頃からか「アブラハムコンプレックス」と呼ばれている。
子供はある程度成長すると父親から精神的に自立しようとするのであるが、子供に対して愛情を抱いている父親にとってはそれは大変な苦痛である。しかしその際に子供を精神的に自分から分離させることで父親の精神は窮地を脱する事ができる。「息子殺し」に例えられる心理である。
なお、母親と娘の潜在的な対抗的心理は白雪姫コンプレックスと言われる。